# デス・プリ
『デス・プリ』（Destruction Princess）は吉田蛇作の漫画作品。『月刊サンデージェネックス』（サンデーGX）で2004年1月号の読み切りを経て、2004年11月号から2006年11月号まで連載された。

## 概要
たかしが13年ぶりに再会したおさななじみの少女みりこは、行方不明になっている間に異世界の女王となって異形の軍団を従えていた。幼少時の約束を守るため、みりこはたかしと共に地球の征服に乗り出す。しかし、たかしはそんなことを望んではいなかった。本作品は短絡的に行動する身勝手な登場人物たちと、作者の奇想による予測困難な展開を織り交ぜた、ハイテンション、時折ダウナーな破滅的コメディである。
物語は世界征服までは至らず、マッドサイエンティストによる帝国建設を阻止した時点で幕を閉じた。終了の理由については作者のブログで、人気不足と、本人が力尽きたのが原因だと説明されている。また作者の読みきり「犬、豆腐、人類の進化」が掲載されたサンデーGX 2007年3月号のWeb予告で「デス・プリの打ち切り大団円から4か月――奴が帰ってくる」（打ち消し線ママ）と書かれた事から、編集部サイドでも打ち切りの認識はあるものと思われる。

## 蛇作エイド2006
2006年2月号・3月号は作者体調不良のため休載した。これは突然穴を開けたのではなく、事前に編集部へ話を通した上での休載である。しかし2月号は本作品の第2巻とほぼ同時期の発売であったため、サンデーGX本誌では「作者失踪」という設定のもと、編集部によるデス・プリ2巻緊急販促企画として2月号に「蛇作エイド2006」が掲載された。もちろん2005があったわけではない。
企画の中に占い師による姓名判断があった。「吉田蛇作」は漫画家向きで金運も出世運も良いが、「吉田粒作」ならなお良いとの結果が出て、これを受けて連載が再開された4月号は吉田粒作名義で本作が掲載された。次号では元に戻っている。

## 登場人物
飛馬みりこ（ひゅうま-）
4歳のとき古井戸に落ちて行方をくらませていたが、13年を経ておさななじみのたかしの前に姿を現した。みりこは怪物が跳梁跋扈する異世界を戦い抜いて彼らを従えることに成功し、女王の座に祭り上げられた。知識も精神的にも4歳のままで、弱肉強食以外の論理を知らない。たかしのために世界征服を始めるが、基本的に自分勝手で、たかしの言うこともあまり聞こうとしない。しかしそれ以外の人間の言うことはなおさら聞かないため、みりこを止める役は自動的にたかしに一任されている。単純で裏表がなく、邪心もないが、思いやりに欠ける点も子供のままである。すべての単行本の表紙において地球を一撃で粉砕している。
鹿谷たかし（しかたに-）
平凡で野心のかけらもない高校生。ただし彼が幼い頃に「世界の王様になる」と言ったのが、みりこを世界征服へ邁進させた元凶である。日和見主義者で、状況に流されやすい。非常事態への対処能力に欠け、本来ならみりこの暴虐への抑止力となるべき立場ながら、たいがい巻き込まれているだけである。なお名前は回文。
ハルトヴィヒ
みりこに仕える帽子型の怪物。その口を通じて、みりこの手下である怪物たちを召喚する。みりこよりはるかに知恵が回る参謀役。みりこへ忠誠を誓うが、たかしのことは基本的に信用していない。
キルシュタイン
恥ずかしいコスプレ風の生きた鎧。ハルトヴィヒと同じくみりこに仕える怪物。普段は手乗りサイズで携帯されており、必要に応じて一瞬で装着される。ベルトは鞭としても使え、装着者の意思で自在に伸びる。ただし装着者の精神力が弱いと、逆に装着者の意思がキルシュタインに乗っ取られる。
鹿谷かのこ
たかしの妹。しっかり者。
たかしの父親
無職。みりこに甘い。
松岩琴音（まついわ ことね）
たかしのクラスメート。巨乳眼鏡。作中で発生する不幸を高確率で引き受ける。みりこからは手下扱い。
甘粕一輝（あまかす かずき）
たかしのクラスメート。禿。怪しげな中国拳法使い。趣味は盗撮。事態の変化に対して小賢しく立ち回ろうとする。
辻本晶（つじもと あきら）
たかしのクラスメート。女装のオカマ。みりこを姉様と慕う。
安達文（あだち ふみ）
たかしのクラスの担任。通称フミフミ。貧乳。何かと「よーしよしよし」と頭を撫でに来る。みりこに愛を教えるためにつきまとい、九九の2の段の途中まで覚えさせるに至った。
小出水一郎（こいでみず いちろう）
日本の総理大臣。目下の人間に対しては強気だが、ハートマンからはいいように使われている。
ジョージ・R・ハートマン
アメリカ合衆国の大統領。すぐ脱いでマッチョな体を見せ付ける。みりこが連れてきた異世界の怪物を脅威とみなし、小出水へ調査を命じる。粗暴で単純な性格でみりこと意気投合する。
白木犬丸（しらき いぬまる）
内閣調査室特別契約職員。公務員ではなく完全歩合制。忍者の家系と称し、それらしい格好をしている。ただし作中で忍術らしい技を披露したのはただ一度、吹き矢で、それもみりこによって打ち返され眉間にくらっている。
アーデルハイド将軍
幼女にして、反女王派の首領。そのコスチュームは両手をドリル化する機能を備える。みりこ不在の異世界で勢力を伸ばし、みりこを倒すためこの世界にやって来た。
エアハルト
アーデルハイドの頭に着用される怪物。ハルトヴィヒと同様、口から怪物を召喚する。

## 単行本
- 吉田蛇作『デス・プリ』小学館〈サンデーGXコミックス〉
  1. ISBN 978-4091573612 読み切り「由美香ちゃんSOS」（サンデーGX 2004年4月号掲載）を収録
  2. ISBN 978-4091570178
  3. ISBN 978-4-09-157083-3